# Pierre-Louis Goudard
Pierre-Louis Goudard est un homme politique français né le 29 août 1740 à Lyon (Rhône) et décédé le 20 février 1799 à Paris.
Négociant en soiries à Lyon, il est député du tiers état aux États généraux de 1789 et participe activement aux débats parlementaires.
Dans un contexte tendue autour des caisses générales, il est l’auteur en 1791 d’un rapport proposant des solutions susceptibles de sauvegarder le bon fonctionnement de ces administrations. Il est nommé chef de régie à Paris le 3 brumaire an VII et se noie dans la Seine quelque temps plus tard.

## Sources
- « Pierre-Louis Goudard », dans Adolphe Robert et Gaston Cougny, Dictionnaire des parlementaires français, Edgar Bourloton, 1889-1891 [détail de l’édition]